# Surfing na Igrzyskach Panamerykańskich 2023
Surfing na Igrzyskach Panamerykańskich 2023 odbywał się w dniach 24–30 października 2023 roku na Punta de Lobos w Pichilemu. Osiemdziesięciu ośmiu zawodników obojga płci rywalizowało łącznie w ośmiu konkurencjach indywidualnych.

## Podsumowanie

### Klasyfikacja medalowa
| Klasyfikacja medalowa | Klasyfikacja medalowa | Klasyfikacja medalowa | Klasyfikacja medalowa | Klasyfikacja medalowa | Klasyfikacja medalowa |
| Miejsce               | Państwo               | Złoto                 | Srebro                | Brąz                  | Razem                 |
| --------------------- | --------------------- | --------------------- | --------------------- | --------------------- | --------------------- |
| 1                     | Peru                  | 3                     | 1                     | 2                     | 6                     |
| 2                     | Stany Zjednoczone     | 3                     | 0                     | 0                     | 3                     |
| 3                     | Brazylia              | 1                     | 3                     | 1                     | 5                     |
| 4                     | Kolumbia              | 1                     | 0                     | 0                     | 1                     |
| 5                     | Kostaryka             | 0                     | 1                     | 2                     | 3                     |
| 6                     | Kanada                | 0                     | 1                     | 1                     | 2                     |
| 7                     | Chile                 | 0                     | 1                     | 0                     | 1                     |
| =                     | Wenezuela             | 0                     | 1                     | 0                     | 1                     |
| 9                     | Argentyna             | 0                     | 0                     | 1                     | 1                     |
| =                     | Portoryko             | 0                     | 0                     | 1                     | 1                     |
| Razem                 | Razem                 | 8                     | 8                     | 8                     | 24                    |

### Medaliści
| Konkurencja | 1. miejsce           | 2. miejsce         | 3. miejsce         |           |
| Mężczyźni   | Mężczyźni            | Mężczyźni          | Mężczyźni          | Mężczyźni |
| ----------- | -------------------- | ------------------ | ------------------ | --------- |
| Shortboard  | Lucca Mesinas        | Francisco Bellorín | Miguel Tudela      |           |
| SUP surf    | Zane Schweitzer      | Luiz Diniz         | Finn Spencer       |           |
| SUP race    | Connor Baxter        | Itzel Delgado      | Santino Basaldella |           |
| Longboard   | Benoit Clemente      | Rafael Cortéz      | Carlos Bahia       |           |
| Kobiety     |                      |                    |                    |           |
| Shortboard  | Tatiana Weston-Webb  | Sanoa Dempfle-Olin | Leilani McGonagle  |           |
| SUP surf    | Izzi Gómez           | Aline Adisaka      | Vania Torres       |           |
| SUP race    | Candice Appleby      | Jennifer Kalmbach  | Mariecarmen Rivera |           |
| Longboard   | María Fernanda Reyes | Chloé Calmon       | Lia Reyes Dias     |           |